# Amaury Gorgemans
Amaury Gorgemans (nac. 3 de septiembre de 1992 en Etterbeek) es un baloncestista belga. Con una altura de 2,13 metros, puede jugar de pívot.

## Trayectoria
Se formó como jugador de baloncesto en las categorías inferiores del Belfius Mons-Hainaut, llegando a debutar en 2011 en la Pro Basketball League con solo diecinueve años. 
En la temporada 2017-18, fichó por el Spirou Charleroi de la Pro Basketball League. 
En la temporada 2018-19, Tras jugar la siguiente temporada en el Phoenix Brussels de la Pro Basketball League. 
En la temporada 2019-20, se marcha a Rumanía para jugar en el CSU Bega Timisoara de la Liga Națională, donde promedió más de siete puntos y seis rebotes antes de que la competición se suspendiera por el COVID-19. 
En la temporada 2020-21, regresa a Bélgica para jugar en el Liege Basket de la Pro Basketball League, pero tras dieciocho partidos, abandonó el club para firmar por el Denain ASC Voltaire de la Pro B, donde termina la temporada con más de ocho puntos y casi cinco rebotes por encuentro. 
El 26 de agosto de 2021, firma con el Club Melilla Baloncesto, equipo de LEB Oro española, para disputar la temporada 2021-22. El 28 de marzo de 2022 dejó de ser jugador del club melillense por motivos personales, cuando promediaba 10 puntos y 4.8 rebotes.

## Internacional
Es internacional absoluto con la Selección de baloncesto de Bélgica.